# Polsport

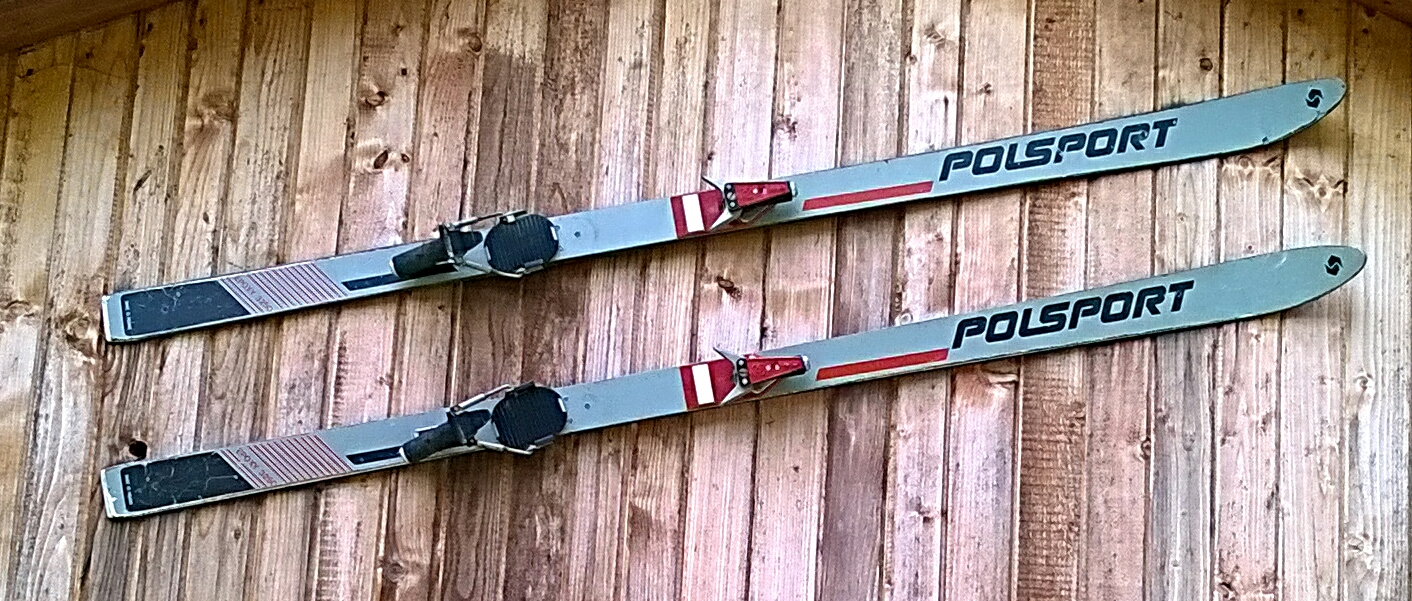
Narty wyprodukowane przez Polsport

Zjednoczenie Przemysłu Sprzętu Sportowego „Polsport” – organ zarządzania branżą w okresie PRL (1959-1971), z siedzibą w Warszawie przy ul. Jagiellońskiej 11.
Koordynowana przez zjednoczenie branża, podbranża bądź grupa wyrobów:
- artykuły sportowe i turystyczne z metalu, drewna, tkanin technicznych, tworzyw sztucznych i skóry, z wyjątkiem popularnego obuwia turystycznego
- szkutnictwo sportowo-turystyczne
- artykuły sportowe powroźnicze
- urządzenia oraz wyposażenia obiektów sportowych i turystycznych

## Jednostki organizacyjne zjednoczenia
- Biuro Projektów Obiektów Sportowych i Rekreacyjnych „Polsport”, Białystok, obecnie Biuro Projektów Obiektów Sportowych i Rekreacyjnych Polsport Sp. z o.o.
- Biuro Projektów Sportowych i Rekreacyjnych „Polsport”, Koszalin, zlikwidowane w 1988
- Biuro Projektów Sportowych i Rekreacyjnych „Polsport”, Opole, zlikwidowane w 1990
- Biuro Projektów Sportowych i Rekreacyjnych „Polsport”, Puławy, zlikwidowane w 1992
- Fabryka Artykułów Turystycznych i Sportowych „Polsport”, Góra Kalwaria, obecnie Fabryka Artykułów Turystycznych i Sportowych „Polsport” Sp. z o.o.
- Pomorskie Zakłady Artykułów Sportowych „Polsport”, Bydgoszcz, zlikwidowane w 2001
- Przedsiębiorstwo Artykułów Sportowych i Turystycznych „Polsport”, Chodzież, zlikwidowane w 1996
- Przedsiębiorstwo Budowy Obiektów i Urządzeń Sportowych „Polsport”, Zielona Góra, obecnie Przedsiębiorstwo Produkcyjno-Handlowo-Usługowe „Polsport” s.j.
- Przedsiębiorstwo Wyrobów Turystycznych i Sportowych „Polsport”, Jelenia Góra zlikwidowane w 1995
- Stocznia Jachtowa „Polsport”, Chojnice, obecnie Polyester Yacht
- Wałbrzyska Wytwórnia Sprzętu Sportowego „Polsport”, Wałbrzych, zlikwidowana w 2002
- Wrocławska Wytwórnia Sprzętu Sportowego „Polsport”, Wrocław, zlikwidowana w 1997
- Wytwórnia Nart Szaflary „Polsport”, zlikwidowana w l. 90 XX w.
- Wytwórnia Sprzętu Sportowego „Polsport”, Strzyżów, obecnie Przedsiębiorstwo Produkcyjno-Handlowe „Polsport” sp. z o.o.
- Wytwórnia Wyciągów Narciarskich „Polsport”, Bielsko-Biała, od 1996 jako Oddział Fabryki Narzędzi „GLOB” Sp. z o.o.
- Zakłady Artykułów Sportowych i Turystycznych „Polsport”, Poznań, zlikwidowane w 1993
- Zakłady Artykułów Sportowych i Turystycznych „Polsport”, Warszawa, ostatnio Zakłady Artykułów Sportowych i Turystycznych „Polsport”, zlikwidowane w 2004
- Zakłady Obuwia Sportowego „Polsport”, Krosno, ostatnio Fabryka Obuwia Sportowego „fabos”, zlikwidowana w 2006
- Zakłady Odzieży i Sprzętu Sportowego „Polsport”, Łódź, w upadłości
- Zakłady Odzieży Sportowej i Turystycznej „Polsport”, Poznań, zlikwidowane w 1994
- Zakłady Sprzętu Sportowego „Polsport”, Bielsko-Biała, obecnie Polsport SA
- Zakłady Sprzętu Sportowego i Turystycznego „Polsport”, Toruń, zlikwidowane w 2006